# Psychomyia nomada
Psychomyia nomada là một loài Trichoptera trong họ Psychomyiidae. Chúng phân bố ở miền Tân bắc.